# Вайль-им-Шёнбух
Вайль-им-Шёнбух (нем. Weil im Schönbuch) — община в Германии, в земле Баден-Вюртемберг.
Подчиняется административному округу Штутгарт. Входит в состав района Бёблинген. Население составляет 9777 человек (на 31 декабря 2010 года). Занимает площадь 26,14 км².
Община подразделяется на 6 сельских округов.